# Österreichische Quellschnecke
Die Österreichische Quellschnecke (Bythinella austriaca) ist eine seltene Art der Gattung der Quellschnecken (Bythinella) aus der Familie der Wasserdeckelschnecken (Hydrobiidae).

## Merkmale
Österreichische Quellschnecken sind sehr klein, das Gehäuse ist ca. 3,2 mm hoch und 1,6 mm breit und nahezu zylindrisch geformt. Die Umgänge sind an den Seiten abgeflacht, der letzte Umgang nimmt etwa 2/5 der Gesamthöhe ein. Das Gehäuse selbst ist in der Jugend farblos und durchscheinend, mit zunehmendem Alter weiß. Oft sind sie – insbesondere bei Quellen in heller Umgebung – mit einem braunen oder grünen Überzug aus Algen bedeckt.

## Taxonomie
Die Quellschnecken können anatomisch nur anhand der Geschlechtsorgane sicher bestimmt werden. Auch Sequenzierung der DNA muss oft herangezogen werden. Ältere Angaben anhand von Leerschalen können daher problematisch sein, da einige Arten einander sehr ähnlich sind.
Glöer (2002) nennt vier Unterarten:
- Bythinella austriaca austriaca Frauenfeld, 1857
- Bythinella austriaca conica (Clessin, 1910)
- Bythinella austriaca ehrmanni (Pax, 1938)
- Bythinella austriaca pavovillatica (Canon, 1937)

Bythinella hungarica ist entweder als Synonym oder als Unterart von Bythinella austriaca zu betrachten (Feher et al. 2006).

## Verbreitung
Bythinella austriaca ist im östlichen Mitteleuropa und in Osteuropa weit verbreitet, vor allem im Einzugsgebiet der Donau, hat aber oft nur lokale Vorkommen. Bisher sind über 1000 Vorkommen in der Alpin-Karpatischen Region in Österreich, Deutschland, Polen, der Slowakei, Ungarn und Tschechien bekannt. Funde aus der Ukraine sind noch zu prüfen, Funde aus Rumänien wurden kürzlich einer anderen Art zugeordnet (Falniowski et al. 2009). Die heute weit verstreuten Vorkommen können als Relikte einer einstmals – unter anderen Klimabedingungen – zusammenhängenden Verbreitung gedeutet werden.

## Lebensweise und Ökologie
Quellschnecken brauchen weitgehend konstante Temperaturen in ihrem Lebensraum. Sie leben fast ausschließlich in kalten Quellen und den angrenzenden Oberläufen von Bächen oder Flüssen und sind so genannte Zeigerarten für reines Wasser. In geeigneten Lebensräumen können über 1000 Tiere pro Quadratmeter leben. In einigen Regionen kommen auch mehrere unterschiedliche Arten in ein und derselben Quelle vor.
Sie sind stark spezialisiert und damit sehr gut an den extrem nährstoffarmen, eigentlich lebensfeindlichen Lebensraum angepasst. Aufgrund der geringen ökologischen Amplitude reagieren sie auf Änderungen ihres Lebensraumes innerhalb kurzer Zeit mit sinkender Individuenzahl oder sogar dem lokalen Aussterben.
Die Verbreitung erfolgt durch größere Tiere, an denen Schnecken oder deren Eier von einer zur nächsten Quelle transportiert werden. Quellschnecken ernähren sich von Kieselalgen, Blaualgen und Grünalgen sowie Bakterienfilmen in den Quellen sowie von abgefallenen Blättern und Holzstückchen im Gewässer.

## Gefährdung
Quellschnecken sind durch Quellfassung (insbesondere in trockenen Regionen, wo es kaum noch ungefasste Quellen gibt und viele Bäche daher austrocknen) und Baumaßnahmen im Nahbereich der Quellen gefährdet. Auch die Verwendung von Quellen als Viehtränke, das Errichten von Drainagen und sinkende Grundwasserstände sind problematisch. Exzessive Düngung und Eintrag von Stickstoff aus der Luft führen zur Eutrophierung der Quellen.
Die IUCN stuft die Art aufgrund des großen Verbreitungsgebietes als „Nicht gefährdet“ (Least concern) ein. In Österreich wird Bythinella austriaca auf der Vorwarnliste geführt. Nach der "Rote(n) Liste der Binnenmollusken [Schnecken (Gastropoda) und Muscheln (Bivalvia)] in Deutschland" ist die Österreichische Quellschnecke in ihrem Bestand stark gefährdet.

## Belege